# 金希英
金希英（김희영，1941年—），北韓政治家，任職朝鮮勞動黨中央委員會中央候補委員。

## 生平
金希英於1998年出任原油工業部部長，並在最高人民會議選舉當選為代議員。2007年，再度成為原油工業部部長。兩年後，入選黨中央委員會中央候補委員名單。同年12月，最高領導人金正日離死，金希英被繼任人金正恩列為治葬委員會的成員。2013年4月，金希英離任原油工業部部長一職，接替者為裴學禮。

## 資料來源
1. 1 2  .   [2014-05-27]. （原始内容存档于2019-07-01）.